# Centre démocratie et progrès
Pour les articles homonymes, voir CDP.
Le Centre démocratie et progrès (CDP) est un parti politique français de centre droit, de 1969 à 1976.

## Historique
Le Centre démocratie et progrès est créé le 8 juin 1969 d'une scission du Centre démocratedans le contexte de l'élection présidentielle. 
Contrairement à Jean Lecanuet, président du CD et candidat lors de l'élection présidentielle de 1965, les fondateurs du CDP sont favorables à la candidature présidentielle de Georges Pompidou lors de l'élection présidentielle de 1969. 
Parmi ses membres, on compte notamment René Pleven, Jacques Duhamel, Joseph Fontanet, qui deviennent ministres dans les gouvernements de Georges Pompidou. Après les élections législatives de mars 1973, ses députés, auparavant membres du groupe Progrès et démocratie moderne, forment le groupe de l'« Union centriste », qui compte 30 députés au début de la Ve législature.
En 1974, le CDP soutient la candidature de Jacques Chaban-Delmas à la présidence de la République, qui est éliminé au premier tour. Cet échec marque son déclin. En juillet 1974, le groupe parlementaire d'Union centriste fusionne avec le groupe des Réformateurs démocrates sociaux (RDS) pour former le groupe des Réformateurs, centristes et démocrates sociaux (RCDS). 
En mai 1976, le parti fusionne avec le Centre démocrate pour constituer le Centre des démocrates sociaux.

## Organisation
L'organigramme du CDP était le suivant en 1969, :
- Jacques Duhamel, président ;
- Joseph Fontanet, premier vice-président ;
- Eugène Claudius-Petit, vice-président ;
- Aymar Achille-Fould, vice-président ;
- Bernard Stasi, vice-président ;
- Jean Poudevigne, secrétaire général ;
- Raoul Honnet, délégué national ;
- Jean Moulin, délégué national.

## Groupe parlementaire
Les députés CDP forment le groupe Union centriste (UC) entre 1973 et 1974. Ce groupe est inscrit dans la majorité présidentielle de Georges Pompidou, dans le cadre de la coalition de l'Union des républicains de progrès (URP) puis celle de Valéry Giscard d'Estaing. Il fusionne en juillet 1974 avec le groupe des Réformateurs démocrates sociaux (RDS) pour former le groupe des réformateurs, des centristes et des démocrates sociaux (RCDS).
| Nom                    | Parti | Parti | Circonscription          |
| ---------------------- | ----- | ----- | ------------------------ |
| Aymar Achille-Fould    |       | CDP   | Gironde                  |
| André Audinot          |       | Mod.  | Somme                    |
| Paul Barberot          |       | CDP   | Ain                      |
| Jacques Barrot         |       | CDP   | Haute-Loire              |
| Roger Fourneyron       |       | CDP   | Haute-Loire              |
| François Bénard        |       | Mod.  | Oise                     |
| Pierre Bernard-Reymond |       | CDP   | Hautes-Alpes             |
| Jean-Jacques Beucler   |       | CDP   | Haute-Saône              |
| Pierre Bourdellès      |       | CDP   | Côtes-du-Nord            |
| André Brugerolle       |       | CDP   | Charente-Maritime        |
| Eugène Claudius-Petit  |       | CDP   | Paris                    |
| Jean-Marie Commenay    |       | CDP   | Landes                   |
| Pierre Cornet          |       | RI    | Ardèche                  |
| Jean Desanlis          |       | CDP   | Loir-et-Cher             |
| Jacques Duhamel        |       | CDP   | Jura                     |
| Joseph Fontanet        |       | CDP   | Savoie                   |
| Georges Peizerat       |       | CDP   | Savoie                   |
| André Forens           |       | Mod.  | Vendée                   |
| Jacques Fouchier       |       | CNIP  | Deux-Sèvres              |
| Frédéric Gabriel       |       | CDP   | Saint-Pierre-et-Miquelon |
| François d'Harcourt    |       | CNIP  | Calvados                 |
| Robert Hersant         |       | Mod.  | Oise                     |
| Yves Le Cabellec       |       | CDP   | Morbihan                 |
| Maurice Ligot          |       | CNIP  | Maine-et-Loire           |
| Pierre Méhaignerie     |       | CDP   | Ille-et-Vilaine          |
| Édouard Ollivro        |       | CDP   | Côtes-du-Nord            |
| Roger Partrat          |       | CDP   | Loire                    |
| Jean Seitlinger        |       | CDP   | Moselle                  |
| Bernard Stasi          |       | CDP   | Marne                    |
| Pierre Caurier         |       | CDP   | Marne                    |
| Pierre Sudreau         |       | CDP   | Loir-et-Cher             |